# FVV CSM–4
Az FVV CSM–4 (becenevén: „Bengáli”) magyar gyártmányú, kétirányú, tízajtós csuklós villamostípus. A CSM–2 házi csuklós kétirányú, kétoldali ajtós utódjaként gyártották. (Budapesten a hurokvágányok kis száma miatt nehézkesen lehetett a CSM–2 villamosokat használni), kezdetben nyolcajtós kivitelben, a befüggesztett középrészen ajtó nélkül (CSM–3), a sorozatpéldányok viszont már hosszabb, ajtót is tartalmazó középrésszel kerültek forgalomba, ez lett a CSM–4. 1963-tól egészen 2014-ig dolgoztak, eleinte Budapesten, majd Miskolcon, Szegeden és Debrecenben – itt vonták ki őket a forgalomból utoljára.

## Műszaki részletek
A jármű, csakúgy, mint elődje, a CSM–2, két középbejáratú ikerkocsi alváza alapján épült, így merev vázas konstrukció volt, ami roppant előnytelen. Akárcsak a CSM–2, ez is három részből áll, a középső rész befüggesztett, forgóváz hiányában a külső felépítmény tartja. Szintén 2+2 tengelyes, ebből a középső kettő hajtott, így csak szerény gyorsulásra képes. Motorja 80 lóerős. Amiben különbözik elődjétől, az a kétirányú kivitel, valamint a két oldalon beépített 5-5 ajtó. Az új járművek ráadásul hosszabbak is lettek az egyirányú változatnál, erre a járműrészenként megjelenő több ajtó miatt volt szükség.

## Típustörténet
A CSM–4 prototípusát CSM–3-ként 1963-ban gyártották az FVV CSM–2 továbbfejlesztett utódjaként. Mint az összes Bengálinak, ennek is csak ideiglenes szerepet szántak, amikor nagy szükség volt a csuklós villamosokra. A villamosok kezdetben Budapesten, a kelenföldi Füzesi Árpád Főműhelyben készültek, ám mindössze 1965-ig. Ezután fokozatosan Debrecenbe helyeztek át, ahol 1978-ig gyártották őket.
A fővárosban egyre kisebb volt az igény ezekre a nagy befogadóképességű, ugyanakkor lomha, nehézkesen kezelhető és elavult konstrukciójú villamosokra, ezért hasonlóan a CSM–2-esekhez, a CSM–4-esektől is korábban szabadultak meg: az 1980-as évek elején pár példányt eladtak vidékre, a többit szétvágták.

### A hatajtós kivitel: CSM–4A

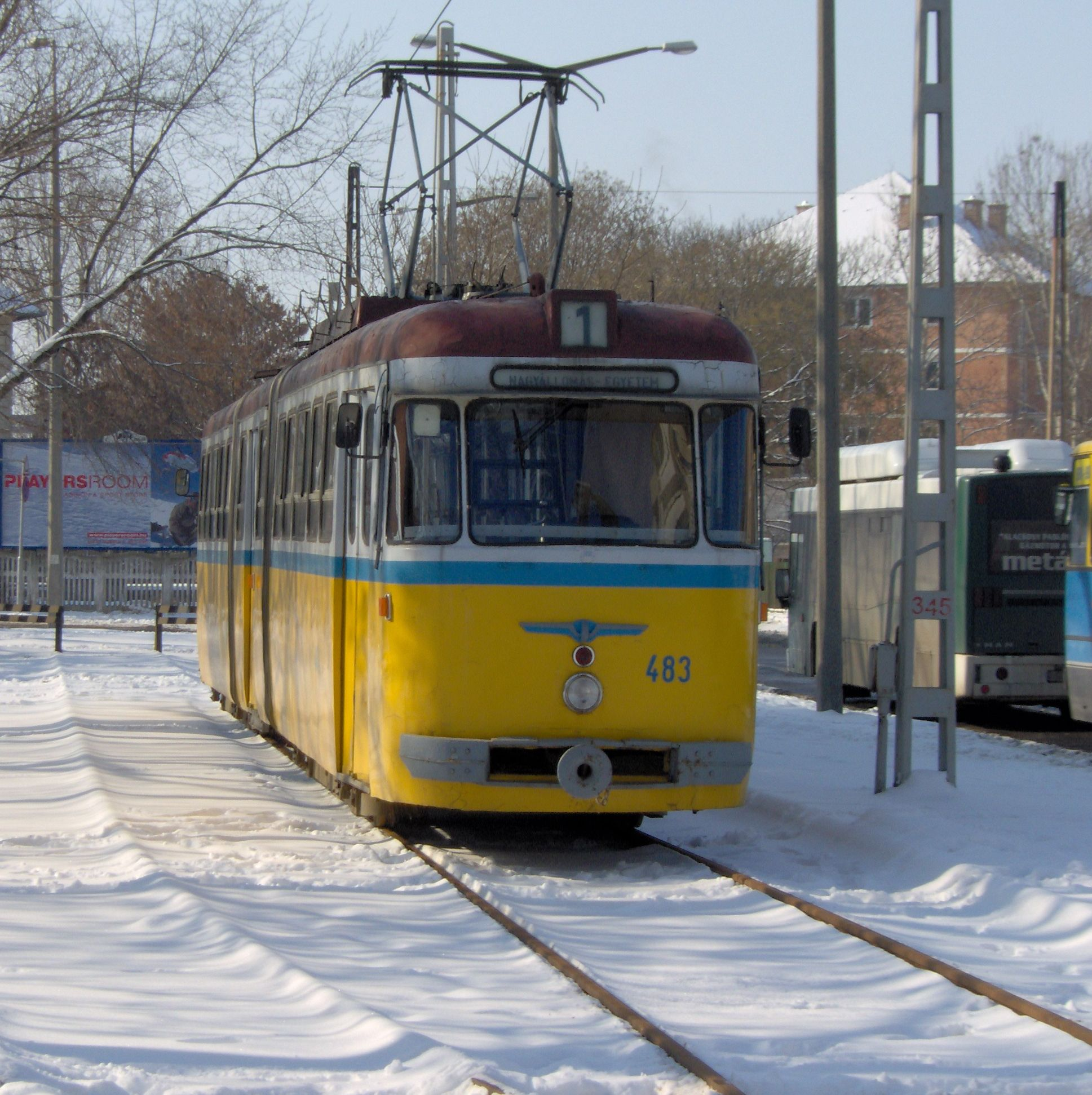
6 ajtós Bengáli Debrecenben

Debrecenben a helyi 6-os vonal számára a főműhely egyedi járműveket tervezett: a járművek a CSM–4 típuson alapultak, ám az oldalankénti öt ajtó helyett csak hárommal rendelkeztek. Összesen négy jármű készült el: 1969-ben kettő (481, 482), 1970-ben egy (483), 1972-ben pedig még egy (484). Érdekesség, hogy eleinte a középső részen a normál szélességű ajtó helyett a CSM-2 hátsó ajtajával megegyező szélességű ajtót terveztek a villamosra, ezt viszont a közlekedési hatóság nem engedélyezte. Ma már csak a 484-es van meg.

### Az egyoldali ajtós kivitel
A CSM–4-nek létezett egy oldali ajtós változata is, aminek létrehozásakor a tervezők a vidéki városoknak egy gazdaságosabban használható villamostípust kívántak létrehozni. Ekkor több városban volt egyvágányú mellékvonal, főleg ide szánták ezeket a járműveket. Az volt az elképzelés, hogy a peronokat mindig a vágány ugyanazon oldalára építik, így a jármű akármelyik irányba is haladnak elég, ha az egyik oldalon van ajtaja. (Viszont a kétirányú üzemmódhoz mind a két végükön volt vezetőállás.)
A CSM–4-en alapuló (egyes források szerint VCS-nek jelölt) új típus gyártásában már a DKV főműhelye is szerepet kapott, és a típus gyártásának idején került át a gyártás teljesen Debrecenbe. Sajnos a VCS-k nem váltották be a hozzájuk fűzött reményeket, Debrecen, Szeged és Miskolc inkább a CSM–4 járműveket rendelték tovább. Érdekes módon azonban későbbi két oldali ajtós kivitellé alakítások egyik városban sem történtek meg.

## Előfordulás

### Budapest

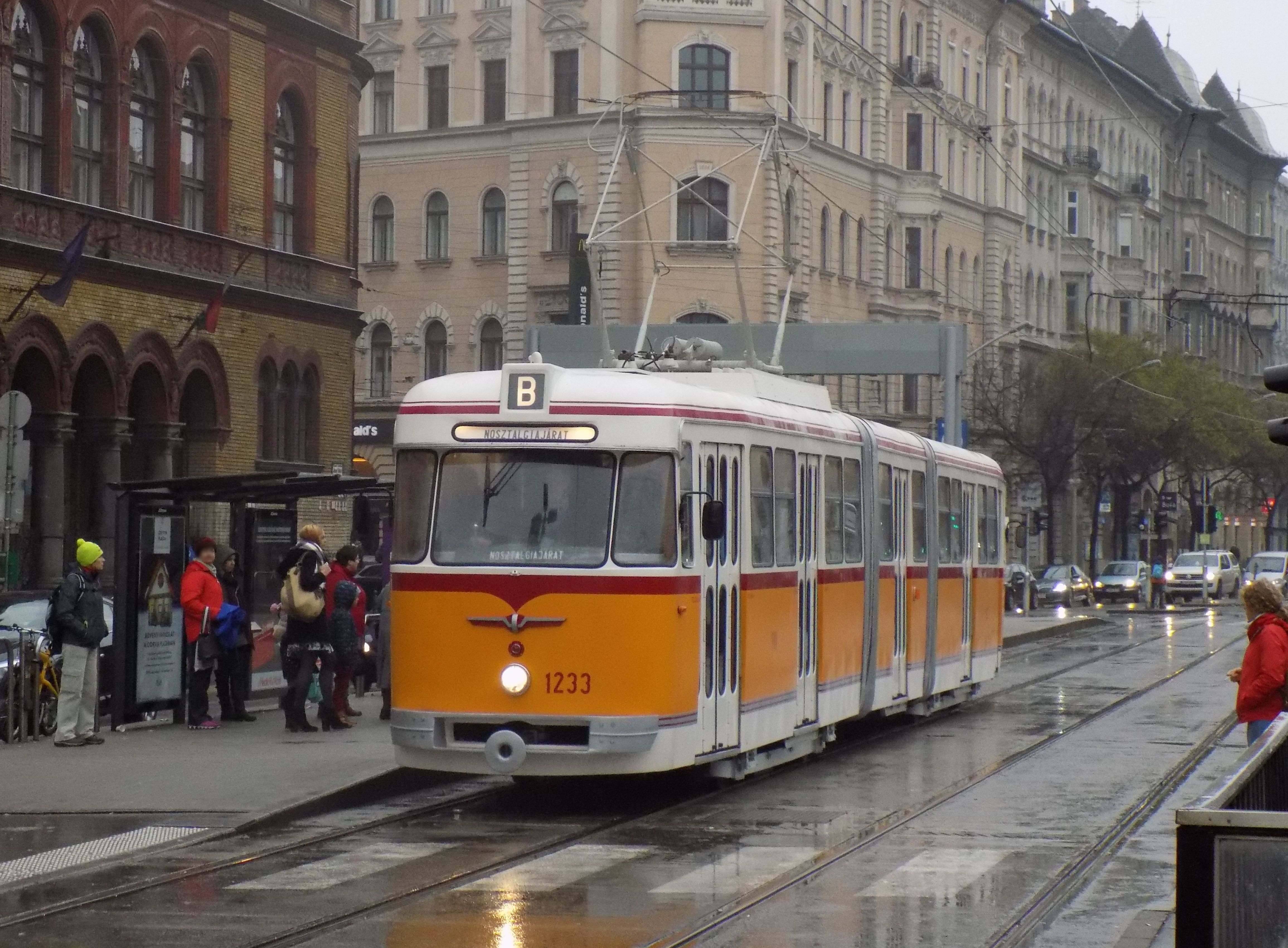
A BKV 1233-as pályaszámú felújított nosztalgiajárműve

Itt 1963-ban került utcára a 3722-es (később 1200-as) számú prototípus (mely később Szegedre került 820-as pályaszámmal). A járművek 1983-ig közlekedtek, 1200–1236 pályaszámokon. A villamosokat Baross és Szépilona kocsiszínek kapták. Rövid ideig jártak a 64-es vonalon a Bosnyák tér és a Füredi utca között. Jellemzően a 60-as (Csörsz utca–Keleti pu.) és a 68-as (Móricz Zs. körtér–Mogyoródi út) vonalakon közlekedtek, de megfordultak a 12-es és a 14-es villamos vonalán is. Később a szépilonai példányokat is átirányították a Baross kocsiszínbe, ekkortól a 28-as vonalon közlekedtek selejtezésükig. Debrecenből 2011-ben visszakerült a 492-es pályaszámú villamos Budapestre nosztalgiavillamosnak, ahol felújításon, illetve átfestésen esett át, és visszakapta eredeti, 1233-as pályaszámát is.

### Miskolc

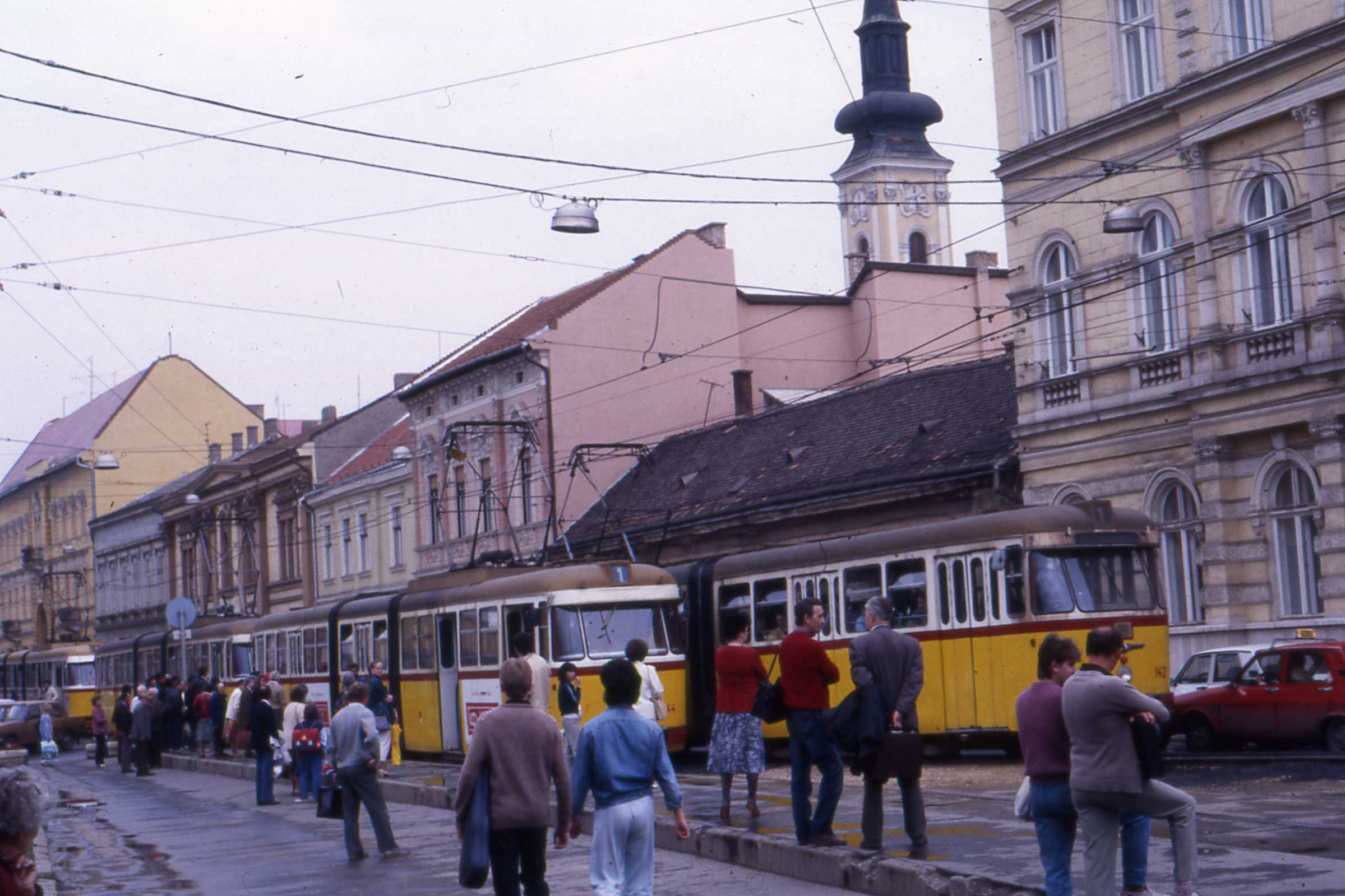
10 ajtós bengálik Miskolcon még 1988-ban

1970-ben jelent meg az első kétirányú tízajtós CSM–4. Pályaszámuk a 140–174 tartományba esett. A villamosok ekkor az összes vonalon megfordultak. Az első nagy selejtezési hullám akkor kezdődött, amikor az 1-es vonalra megérkeztek a Tatra villamosok. Főleg az egyirányú kocsikat bontották, a CSM–4 típusú, kétirányú járművek pedig átkerültek a 2-es vonalra. Itt 2004-ig közlekedtek, amíg meg nem érkeztek az egyébként náluk idősebb SGP E1 villamosok Bécsből. Ma már csak egy, a 151-es maradt meg, ezt különleges alkalmakkor lehet látni. Rajta kívül a 147-es is megvan Szentendrén kiállítva.
| Miskolci állományi adatok | Miskolci állományi adatok | Miskolci állományi adatok | Miskolci állományi adatok | Miskolci állományi adatok                                                              |
| pályaszám                 | beszerzés év              | kivitel                   | Selejtezés éve            | megjegyzés                                                                             |
| ------------------------- | ------------------------- | ------------------------- | ------------------------- | -------------------------------------------------------------------------------------- |
| 140                       | 1970                      | 10 ajtós                  | 1991                      |                                                                                        |
| 141                       | 1970                      | 10 ajtós                  | 1991                      |                                                                                        |
| 142                       | 1971                      | 10 ajtós                  | 1993                      |                                                                                        |
| 143                       | 1971                      | 10 ajtós                  | 1992                      |                                                                                        |
| 144                       | 1971                      | 10 ajtós                  | 1991                      |                                                                                        |
| 145                       | 1972                      | 10 ajtós                  | 1993                      |                                                                                        |
| 146                       | 1972                      | 10 ajtós                  | 1992                      |                                                                                        |
| 147                       | 1972                      | 10 ajtós                  | 1993                      | Kiállítva Szentendrén                                                                  |
| 148                       | 1972                      | 10 ajtós                  | 1992                      |                                                                                        |
| 149                       | 1972                      | 10 ajtós                  | 1993                      |                                                                                        |
| 150                       | 1972                      | 10 ajtós                  | 2004                      |                                                                                        |
| 151                       | 1973                      | 10 ajtós                  | –                         | Nosztalgiavillamos Miskolcon                                                           |
| 152                       | 1973                      | 10 ajtós                  | 2003                      |                                                                                        |
| 153                       | 1973                      | 10 ajtós                  | 1992                      |                                                                                        |
| 154                       | 1974                      | 10 ajtós                  | 2003                      |                                                                                        |
| 155                       | 1974                      | 10 ajtós                  | 1994                      |                                                                                        |
| 156                       | 1974                      | 10 ajtós                  | 1997                      |                                                                                        |
| 157                       | 1975                      | 10 ajtós                  | 1996                      |                                                                                        |
| 158                       | 1975                      | 10 ajtós                  | 2005                      |                                                                                        |
| 159                       | 1975                      | 10 ajtós                  | 1996                      |                                                                                        |
| 160                       | 1976                      | 10 ajtós                  | 1997                      |                                                                                        |
| 161                       | 1976                      | 10 ajtós                  | 2005                      |                                                                                        |
| 162                       | 1976                      | 10 ajtós                  | 2004                      | Karambol miatt állították le                                                           |
| 163                       | 1976                      | 10 ajtós                  | 1997                      |                                                                                        |
| 164                       | 1976                      | 10 ajtós                  | 2003                      |                                                                                        |
| 165                       | 1976                      | 10 ajtós                  | 2002                      |                                                                                        |
| 166                       | 1976                      | 10 ajtós                  | 1997                      |                                                                                        |
| 167                       | 1976                      | 10 ajtós                  | 2004                      |                                                                                        |
| 168                       | 1977                      | 10 ajtós                  | 2005                      |                                                                                        |
| 169                       | 1977                      | 10 ajtós                  | 2004                      |                                                                                        |
| 170                       | 1977                      | 10 ajtós                  | 2004                      |                                                                                        |
| 171                       | 1977                      | 10 ajtós                  | 2003                      |                                                                                        |
| 172                       | 1977                      | 10 ajtós                  | 2003                      | 1998-ban került ki a forgalomból, tanulókocsi lett 1999-ben, selejtezve: 2003. 08. 06. |
| 173                       | 1978                      | 10 ajtós                  | 2004                      | 1991-ben diszkóvillamosként is üzemel                                                  |
| 174                       | 1978                      | 10 ajtós                  | 2003                      |                                                                                        |

### Debrecen

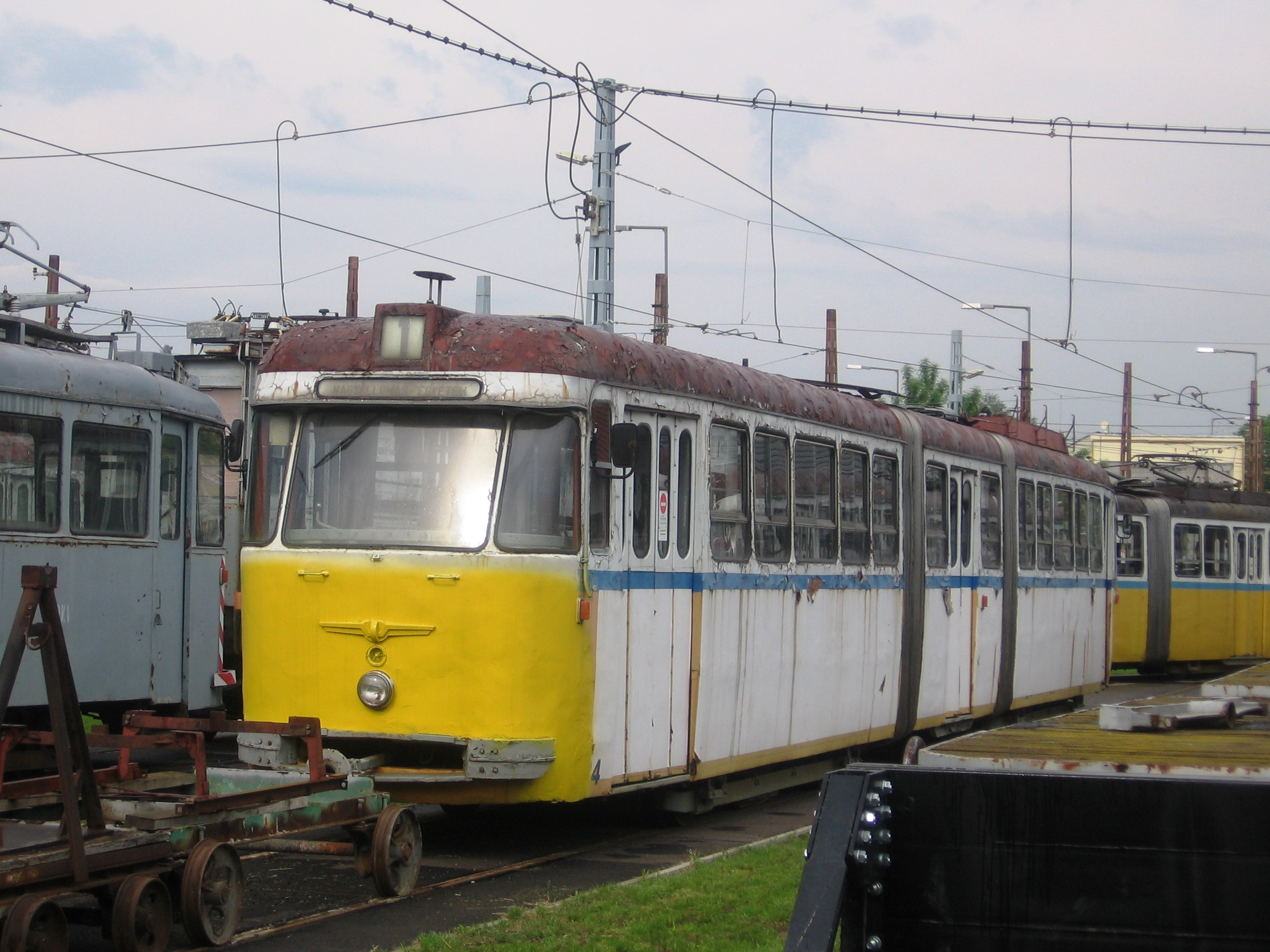
Debrecen 6 ajtós nosztalgiavillamosa, a 484-es üzemképtelenül napjainkban

Az első példány 1969-ben került a debreceni sínekre 481-es pályaszámmal. Összesen 12 db kétirányú, kétoldali ajtós villamos állt forgalomba Debrecenben: 4 db 6 ajtós (481–484) és 8 db 10 ajtós (485–492). Később Budapestről további 3 villamost vásároltak (490–492) tíz ajtós kivitelben. A 480-as pályaszámtartományba eső kocsik debreceni, a 490-esbe esők pedig budapesti gyártmányúak.
A 485 és a 487 pályaszámú kocsikat 2001-ben leállították, a 481-est és 482-est pedig elbontották szintén ebben az évben. 2010 januárjában pedig szétvágták a 485-ös és 487-es számú villamosokat is.
A villamosok 2014. április 30-án szolgáltak utoljára menetrend szerinti járaton, a legutolsó 18 órakor indult. Az ekkori tervek szerint 2 villamost tartottak volna meg, egy 6 és egy 10 ajtósat, mindkét esetben debreceni gyártmányt. A hat ajtós verzióból ekkorra már csak a 484-es volt választható, mivel a 483-ast már értékesítették. Tíz ajtósból bővebb volt a választék, a 486 és a 489 jöhetett szóba. Végül egyik sem lett nosztalgia, mivel a legjobb állapotú villamost, a 491-eset jelölték ki nosztalgiának, ami egyébként budapesti gyártmány. Hogy kevésbé legyen feltűnő, hogy nem debreceni villamos maradt meg, a 491-es és a 489-es villamosok pályaszámot cseréltek. A 484-es villamos jelenleg üzemképtelen és várja sorsa jobbra fordulását.
| Debreceni állományi adatok | Debreceni állományi adatok | Debreceni állományi adatok | Debreceni állományi adatok                           | Debreceni állományi adatok |
| Pályaszám                  | Gyártási hely és idő       | Kivitel                    | Állapot                                              | Információ |
| -------------------------- | -------------------------- | -------------------------- | ---------------------------------------------------- | --- |
| 481                        | Debrecen, 1969             | 6 ajtós                    | elbontva                                             | Selejtezés: 2001. 12. 31. |
| 482                        | Debrecen, 1969             | 6 ajtós                    | elbontva                                             | Selejtezés: 2001. 12. 31. |
| 483                        | Debrecen, 1970.10.27.      | 6 ajtós                    | elbontva                                             | 2009. december 31-én szívességből megvette a debreceni buszok tulajdonosa, az Inter Tan-Ker Zrt. és üzemképtelenül a DKV telephelyén hagyták. A DKV 2017-ben visszavásárolta. Végül 2023-ban elbontották. Elbontása után alkatrészei Budapestre kerültek az 1233-hoz. |
| 484                        | Debrecen, 1972.07.11.      | 6 ajtós                    | üzemképtelen, nosztalgiajárműnek kijelölve           | |
| 485                        | Debrecen, 1974             | 10 ajtós                   | elbontva                                             | Leállítva: 2001, elbontva: 2010 (ugyanúgy, mint a 487-es) |
| 486                        | Debrecen, 1975.09.30.      | 10 ajtós                   | üzemképes, töretőjárat, nosztalgiajárműnek kijelölve | Ő szolgált a típus utolsó menetén. |
| 487                        | Debrecen, 1977             | 10 ajtós                   | elbontva                                             | Leállítva: 2001, elbontva: 2010 (ugyanúgy, mint a 485-ös) |
| 488                        | Debrecen, 1977.12.12.      | 10 ajtós                   | elbontva                                             | 2009. december 31-én szívességből megvette a debreceni buszok tulajdonosa, az Inter Tan-Ker Zrt. és üzemképtelenül a DKV telephelyén hagyták. Végül 2015-ben bontották el, egyes részei megmaradtak kiállítási darabként. |
| 489 → 491                  | Debrecen. 1978.02.14.      | 10 ajtós                   | elbontva                                             | Ez a villamos volt az utolsó Debrecenben gyártott bengáli, éppen ezért akarták megtartani nosztalgiajárműnek, ám állapota miatt ez nem valósult meg, helyette pályaszámot cserélt a 491-essel, így pályaszám szerint a 489-es létezik, ám az eredeti villamost már elbontották. Mivel 2014-ben már már tudták, hogy nem sok van neki hátra, újra sem fényezték, jellegzetesen kopott festéssel járt. A villamos egyik végét 491-es pályaszámmal a roncsbárba vitték (dekorációs elemnek). A roncsbár lebontása miatt a villamos eleje visszakerült a DKV-hoz szintén 491-es pályaszámmal. |
| 490                        | Budapest, 1963             | 10 ajtós                   | eladva: 2015 elbontva: 2023                          | Budapestől használtan vásárolva. (az ottani pályaszáma: 1221) 2015-ben visszavitték Budapestre a 492-es felújításához. Végül 2023-ban bontották el. |
| 491 → 489                  | Budapest, 1963             | 10 ajtós                   | üzemképes, nosztalgiajármű                           | Budapestről használtan vásárolva, ottani pályaszáma: 1222. Mivel ez Debrecen legjobb állapotú bengálija, ezt őrizték meg nosztalgiajárműnek a 10 ajtós kivitelből. Ám mivel budapesti gyártmányú, pályaszámot cserélt egy debreceni bengálival, a 489-essel így keltették az a látszatot, hogy egy debreceni villamost őriztek meg. |
| 492→1233                   | Budapest, 1963             | 10 ajtós                   | üzemképes, nosztalgiajármű Budapesten                | Budapestről használtan vásárolva, ottani pályaszáma: 1233. 2011-ben újra visszakerült Pestre nosztalgiának |

### Szeged

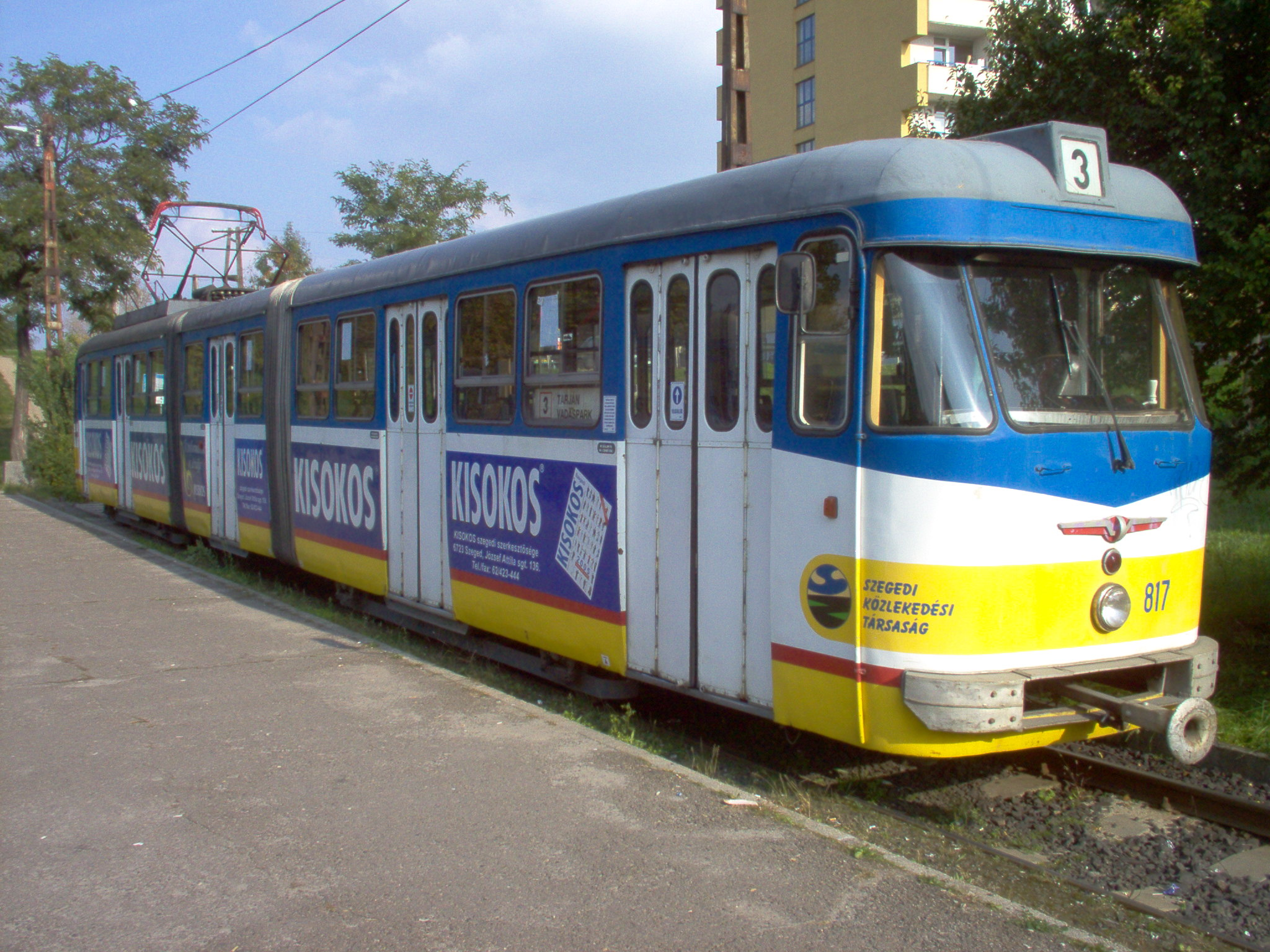
Szegedi flottaszín

1973-tól 2011-ig közlekedtek Szegeden a tízajtós villamosok 801–821 közti pályaszámokon. Jelenleg már csak a 808, 809, 813, 818, 820 és 821 számú kocsik vannak meg. Ebből is a 808 oktatási célokat szolgált, majd Cegléd mellé került, míg a 820-as (a sorozat prototípusa) és a 809-es egy budapesti villamosbarát társaság, a Magyar Villamosvasút-történeti Egyesület (MaViTE) tulajdonába került: a 820-as kocsit 2008-ban szállították Budapestre, azóta helyreállítására vár, a 809-es 2013-ban került a fővárosba. A 802 számú kocsi 2010 őszén szerepet kapott Angelina Jolie Budapesten forgatott filmjében (piros-fehérre fényezték), majd a forgatást követően elbontották. 2011. január 19-én, a 3-as vonal Kálvária sugárúti szakaszának felújítása után Szegeden ideiglenesen kivonták a forgalomból a típust. 2011. június 16-tól a 3–4-es vonalak közös Anna-kút–Tarján végállomás közötti szakaszának felújítása idején az érintett vonalak átmeneti végállomása a Dugonics téri megálló lett, mivel itt az egy vezetőállással rendelkező Tatra villamosok nem tudtak megfordulni, mintegy két hónapra visszatértek a Bengálik az utasforgalomba. 2011. augusztus 19-én volt az utolsó munkanapjuk, 20-án egy villamost ünnepélyes keretek között elbúcsúztattak a Glattfelder téri megállóban a felújított vonalszakasz átadásakor.